# جمال فايز السعيد
جمال فايز خميس السعيد ويشتهر جمال فايز السعيد (مواليد 1964 في الدوحة، قطر) هو كاتب قطري.

## دراسته
حصل على بكالوريوس جغرافيا التخطيط من جامعة قطر عام 1988.

## مسيرته المهنية
ترأس قسم الأنشطة الثقافية بإدارة الأنشطة والفعاليات الشبابية بوزارة الثقافة والفنون والتراث. مُنح العضوية الشرفية من نادي الجسرة الثقافية الاجتماعي عام 1996، وهو عضو في اللجنة التأسيسية بالجمعية القطرية للكتاب والأدباء، وشغل منصب أمين السر العام بمركز الإبداع الثقافي بين عامي 2008 و2010.
تدرس أعماله القصصية ضمن المنهج المدرسي للغة العربية في الكثير من المدارس القطرية في المرحلتين الإعدادية والثانوية.
ترجمت أعماله القصصية إلى لغات عديدة كالإنجليزية والسويدية والروسية والفرنسية، وأعدت أربعة من أعماله القصصية للمسلسل الإذاعي «قصص خليجية».

## مؤلفاته
- «سارة والجراد» (مجموعة قصصية)، 1991
- «الرقص على حافة الجرح» (مجموعة قصصية)، 1997[5][6]
- «الرحيل والميلاد» (مجموعة قصصية)، 2003[7]
- «عندما يبتسم الحزن» (مجموعة قصصية)، 2008[8]
- «زبد الطين» (رواية)، 2013
- «عناقيد البشر» (مجموعة قصصية)، 2016[4]